# Shuumatsu Nani Shitemasuka? Isogashii Desuka? Sukutte Moratte Ii Desuka?
Shuumatsu Nani Shitemasuka? Isogashii Desuka? Sukutte Moratte Ii Desuka? (яп. 終末なにしてますか? 忙しいですか? 救ってもらっていいですか? Сю:мацу нани ситэмасу ка? Исогасий дэсу ка? Сукуттэмораттэ ий дэсу ка?, букв.«Какие планы на конец света? Не занят? Не спасёшь нас?»), или просто SukaSuka (яп. すかすか Сукасука), — японская серия лайт-новел, автором которой является Акира Карэно. Публиковалась издательством Kadokawa Shoten под лейблом Sneaker Bunko с ноября 2014 года по апрель 2016 года. В декабре 2016 года было объявлено о её аниме-экранизации. Премьера состоялась 12 апреля 2017 года.

## Сюжет
Эта история о мире, где люди некогда жили вместе с другими расами: орками, ликантропами, и другими. Но появились необычные звери и стали уничтожать сначала людей, а потом другие расы. Война продолжалась недолго, и человечество было истреблено. Выжившие расы стали жить на летающих островах. Теперь защита островов лежит на плечах молодых девушек — лепреконов (фей), которые единственные могут использовать магическое оружие, оставленное от героев людей, а присматривать за ними поручили единственному выжившему из расы людей.

## Персонажи
Виллем Кмеш (яп. ヴィレム・クメシュ Вирэму Кумэсю) — 
Сэйю: Рёхэй Араи
Ктолли Нота Синьолис (яп. クトリ・ノタ・セニオリス Кутори Нота Сэниорису) — 
Сэйю: Адзуса Тадокоро
Айсея Майз Валгалис (яп. アイセア・マイゼ・ヴァルガリス Аисэа Маидзэ Вуаругарису) — 
Сэйю: Machico
Нефлен Люк Инсения (яп. ネフレン・ルク・インサニア Нэфурэн Руку Инсаниа) — 
Сэйю: Акари Уэхара

## Медиа-издания

### Ранобэ

#### Sukasuka
| №   | Дата публикации | ISBN                   |
| --- | --------------- | ---------------------- |
| 1   | Ноябрь 2014     | ISBN 978-4-04-102269-6 |
| 2   | Январь 2015     | ISBN 978-4-04-102270-2 |
| 3   | Июль 2015       | ISBN 978-4-04-103288-6 |
| 4   | Январь 2016     | ISBN 978-4-04-103835-2 |
| 5   | Апрель 2016     | ISBN 978-4-04-104039-3 |
| #EX | Февраль 2017    | ISBN 978-4-04-105179-5 |

#### Sukamoka
| № | Дата публикации | ISBN                   |
| - | --------------- | ---------------------- |
| 1 | Апрель 2016     | ISBN 978-4-04-104040-9 |
| 2 | Июль 2016       | ISBN 978-4-04-104655-5 |
| 3 | Декабрь 2016    | ISBN 978-4-04-104656-2 |
| 4 | Апрель 2017     | ISBN 978-4-04-104657-9 |
| 5 | Октябрь 2017    | ISBN 978-4-04-104658-6 |
| 6 | Июнь 2018       | ISBN 978-4-04-106867-0 |
| 7 | Декабрь 2018    | ISBN 978-4-04-107549-4 |

### Аниме
Серия была адаптирована в формате аниме-телесериала, транслировавшегося с 12 апреля по 27 июня 2017 года. Режиссёром адаптации стал Дзюнъити Вада, известный по аниме Nagato Yuki-chan no Shoushitsu, сценарий написал автор ранобэ Акира Карэно вместе с Сингой Нагаи, Тосидзо Нэмото и Марико Мотидзуки, а за музыкальное сопровождение взялся Тацуя Като. Само аниме было снято на студиях Satelight и C2C, создавшей аниме M3 the dark metal.

## Музыка
- Открывающая композиция

«Самая дорогая капля» (яп.最愛の雫, сайай дороппу, англ. DEAREST DROP)
Исполняет Адзуса Тадокоро
Дата выхода CD: 26 апреля 2017 года
- Закрывающая композиция

«Из» (яп.から, кара, англ. From)
Исполняет TRUE
Дата выхода CD: 24 мая 2017 года

## Примечание
1. ↑  Сэйю Уэхара Акари (Uehara Akari), список аниме. Сортировка по году написания - FindAnime. Дата обращения: 15 августа 2021. Архивировано 15 августа 2021 года.
2. ↑  Lantis Channel. 田所あずさ　「DEAREST DROP」　MV　Full Size (16 марта 2017). Дата обращения: 28 апреля 2017. Архивировано 21 марта 2017 года.
3. ↑  Lantis Channel. TRUE「フロム」 Music Video Full Size (26 марта 2017). Дата обращения: 28 апреля 2017. Архивировано 27 марта 2017 года.